# Fotbal Club Dunărea Călărași
Il Fotbal Club Dunărea Călărași (rumeno per Club calcistico Danubio Călărași), conosciuto come Dunărea Călărași, è una società calcistica rumena di Călărași. Fondata nel 1962, milita in Liga III, la terza divisione del campionato rumeno di calcio.

## Strutture

### Stadio
Il Dunărea disputa le partite casalinghe allo stadio Ion Comșa, impianto sportivo di Călărași della capienza di 10 400 posti.

## Organico

### Rosa 2020-2021
| N. |                    | Ruolo | Calciatore       |
| -- | ------------------ | ----- | ---------------- |
| 1  | Austria (bandiera) | P     | Stefan Krell     |
| 2  | Romania (bandiera) | A     | Andrei Mihăiescu |
| 3  | Romania (bandiera) | D     | Ionuț Țenea      |
| 4  | Romania (bandiera) | C     | Adrian Bedea     |
| 5  | Romania (bandiera) | C     | Robert Candrea   |
| 6  | Polonia (bandiera) | D     | Kamil Wiktorski  |
| 7  | Romania (bandiera) | C     | George Tudoran   |
| 8  | Romania (bandiera) | A     | Marius Fotescu   |
| 10 | Romania (bandiera) | C     | Adrian Zaluschi  |
| 11 | Austria (bandiera) | C     | Sandro Djurić    |
| 12 | Romania (bandiera) | P     | Răzvan Began     |
| 14 | Uruguay (bandiera) | C     | Ariel López      |
| 15 | Romania (bandiera) | C     | Codruț Anghel    |
| 17 | Romania (bandiera) | C     | Alin Cârstocea   |

| N. |                    | Ruolo | Calciatore               |
| -- | ------------------ | ----- | ------------------------ |
| 18 | Romania (bandiera) | D     | Robert Sălceanu          |
| 19 | Romania (bandiera) | A     | Valentin Alexandru       |
| 20 | Romania (bandiera) | D     | Bogdan Șandru (capitano) |
| 21 | Romania (bandiera) | C     | Mădălin Calu             |
| 22 | Romania (bandiera) | D     | Alexandru Sîrbu          |
| 26 | Romania (bandiera) | A     | Cristian Bud             |
| 27 | Romania (bandiera) | C     | Teodor Caragea           |
| 28 | Romania (bandiera) | D     | Andrei Rus               |
| 29 | Romania (bandiera) | A     | Costin Petre             |
| 33 | Romania (bandiera) | P     | Ionuț Alexandru          |
| 70 | Romania (bandiera) | C     | Alexandru Ciucur         |
| 73 | Togo (bandiera)    | C     | Charles Acolatse         |
| 90 | Marocco (bandiera) | C     | Saifeddine Alami         |
| 96 | Romania (bandiera) | C     | Sorin Sava               |

### Rosa 2018-2019
| N. |                               | Ruolo | Calciatore                     |
| -- | ----------------------------- | ----- | ------------------------------ |
| 1  | Romania (bandiera)            | P     | Mădălin Guță                   |
| 3  | Romania (bandiera)            | D     | Cristian Sârghi                |
| 4  | Tunisia (bandiera)            | D     | Selim Ben Djemia               |
| 5  | Romania (bandiera)            | D     | Gabriel Simion                 |
| 6  | Francia (bandiera)            | C     | Abdelhakim Omrani              |
| 7  | Tunisia (bandiera)            | A     | Aymen Souda                    |
| 8  | Romania (bandiera)            | C     | Stelian Cucu                   |
| 9  | Algeria (bandiera)            | C     | Najib Ammari                   |
| 10 | Romania (bandiera)            | C     | Valentin Munteanu              |
| 11 | Romania (bandiera)            | A     | Gabriel Iancu                  |
| 12 | Romania (bandiera)            | P     | Gabriel Popa                   |
| 17 | Romania (bandiera)            | D     | Alin Dobrosavlevici (capitano) |
| 21 | Francia (bandiera)            | A     | Hamidou Keyta                  |
| 22 | Romania (bandiera)            | C     | Alexandru Munteanu             |
| 23 | Macedonia del Nord (bandiera) | D     | Filip Gligorov                 |

| N. |                         | Ruolo | Calciatore          |
| -- | ----------------------- | ----- | ------------------- |
| 24 | Romania (bandiera)      | D     | Srdjan Luchin       |
| 25 | Romania (bandiera)      | P     | Cătălin Straton     |
| 26 | Romania (bandiera)      | C     | Gabriel Enache      |
| 27 | Senegal (bandiera)      | D     | Gaston Mendy        |
| 28 | Romania (bandiera)      | D     | Ștefan Vlădoiu      |
| 29 | Senegal (bandiera)      | A     | Mediop Ndiaye       |
| 31 | Romania (bandiera)      | A     | Marc Khalil         |
| 33 | Moldavia (bandiera)     | P     | Nicolae Calancea    |
| 44 | Irlanda (bandiera)      | C     | Conor Henderson     |
| 55 | Romania (bandiera)      | C     | Alexandru Bourceanu |
| 77 | Romania (bandiera)      | D     | Steliano Filip      |
| 88 | Romania (bandiera)      | C     | Ianis Stoica        |
| 89 | Romania (bandiera)      | C     | Georgian Honciu     |
| 97 | Romania (bandiera)      | C     | Daniel Benzar       |
| 99 | RD del Congo (bandiera) | A     | Junior Mapuku       |

## Palmarès

### Competizioni nazionali
- Liga II: 1

2017-2018
- Liga III: 6

1972-1973, 1980-1981, 1984-1985, 1987-1988, 1991-1992, 2014-2015